# Mephritus quadrimaculatus
Mephritus quadrimaculatus är en skalbaggsart som beskrevs av Martins och Dilma Solange Napp 1992. Mephritus quadrimaculatus ingår i släktet Mephritus och familjen långhorningar. Inga underarter finns listade i Catalogue of Life.